# Thuốc chống trầm cảm ba vòng

Cấu trúc phân tử của thuốc chống trầm cảm ba vòng amitriptyline.

Thuốc chống trầm cảm ba vòng (TCAs) là những chất hóa học chủ yếu được dùng điều trị bệnh trầm cảm. Thuốc chống trầm cảm ba vòng đầu tiên được tìm thấy vào đầu những năm 1950 và được giới thiệu vào cuối thập niên này; chúng được đặt tên do cấu trúc hóa học chứa ba vòng thơm. Nhóm thuốc chống trầm cảm tetracyclic (TeCAs) chứa bốn vòng thơm có cấu trúc gần giống với nhóm thuốc này.

## Danh sách thuốc chống trầm cảm ba vòng (TCAs)
Nhóm thuốc chống trầm cảm ba vòng chủ yếu là chất ức chế tái hấp thu serotonin hoặc chất ức chế tái hấp thu norepinephrine:
- Amitriptyline (Tryptomer, Elavil, Endep)
- Amitriptylinoxide (Amioxid, Ambivalon, Equilibrin)
- Butriptyline (Evadyne)
- Clomipramine (Anafranil)
- Demexiptiline (Deparon, Tinoran)
- Desipramine (Norpramin, Pertofrane)
- Dibenzepin (Noveril, Victoril)
- Dimetacrine (Istonil, Istonyl, Miroistonil)
- Dosulepin/Dothiepin (Prothiaden)
- Doxepin (Adapin, Sinequan)
- Imipramine (Tofranil, Janimine, Praminil)
- Imipraminoxide (Imiprex, Elepsin)
- Lofepramine (Lomont, Gamanil)
- Melitracen (Deanxit, Dixeran, Melixeran, Trausabun)
- Metapramine (Timaxel)
- Nitroxazepine (Sintamil)
- Nortriptyline (Pamelor, Aventyl, Norpress)
- Noxiptiline (Agedal, Elronon, Nogedal)
- Pipofezine (Azafen/Azaphen)
- Propizepine (Depressin, Vagran)
- Protriptyline (Vivactil)
- Quinupramine (Kevopril, Kinupril, Adeprim, Quinuprine)

- Amineptine (Survector, Maneon, Directim) - thuốc ức chế tái hấp thu norepinephrine-dopamine
- Iprindole (Prondol, Galatur, Tetran) - đối kháng thụ thể5-HT2 receptor
- Opipramol (Insidon, Pramolan, Ensidon, Oprimol) - đối kháng thụ thể σ receptor
- Tianeptine (Stablon, Coaxil, Tatinol) - thuốc tăng chọn lọc tái hấp thu serotonin
- Trimipramine (Surmontil) - đối kháng thụ thể 5-HT2 và thuốc ức chế tái hấp thu norepinephrine